# Fünf in eine Reihe
Fünf in eine Reihe ist ein klassisches Strategiespiel, das in vielen Ländern der Erde bekannt ist.
In Europa wird Fünf in eine Reihe meist mit Bleistift und Papier gespielt. In China ist es als Wuziqi (chinesisch 五子棋, Pinyin wǔzǐqí) bekannt und wird mit Go-Steinen auf einem Spielbrett mit 15×15-, 17×17- oder 19×19-Feldern gespielt. In Korea heißt das Spiel Omok (오목/五目, „fünf Steine“) und in Japan Gomoku narabe (五目並べ, dt. „fünf Steine aneinanderreihen“). International nennt man es auch Gomoku.

## Spielregeln
Das Spiel wird auf Karo-Papier oder auch mit Go-Steinen auf einem Go-Brett gespielt, oft auch auf einem kleineren Brett von 17×17 oder 15×15 Punkten. Beide Spieler markieren abwechselnd ein Karo mit ihrem Zeichen (üblicherweise mit Kreuzen × und Kreisen O) bzw. setzen einen Stein ihrer Farbe auf einen freien Punkt. Sieger ist, wer als erster fünf seiner Steine in einer ununterbrochenen Reihe anordnen kann. Die Reihen dürfen horizontal, vertikal oder diagonal verlaufen. Es hängt von der Spielvariante ab, ob man auch durch Bilden einer Reihe von mehr als fünf Steinen gewinnt oder ob das Spiel in einem solchen Fall fortgesetzt wird. Ist das Brett vollständig mit Steinen besetzt, ohne dass eine Gewinnreihe gebildet wurde, endet das Spiel unentschieden.
Es ist bewiesen, dass der Spieler, der den ersten Zug hat, bei fehlerfreiem Spiel gewinnt (L. Victor Allis zeigte dies für das 15×15-Brett). Auch in der Spielpraxis hat der Startspieler einen beträchtlichen Vorteil. Mit verschiedenen Spielvarianten versucht man, diesen Vorteil auszugleichen.

## Beispielpartie

Züge 1–21; w20 ist ein Fehler und sollte rechts neben s19 gesetzt werden
Züge 22–39 in der ersten Variante
Züge 22–37 in der zweiten Variante; mit w20 auf w32 wäre nun s31 keine Drohung

## Gomoku heute
Auch nachdem die Spielvariante Renju erfunden wurde, um Chancengleichheit zwischen den Spielern zu schaffen, gibt es heutzutage deutlich mehr Gomoku-Spieler als Renju-Spieler weltweit. Von erfahrenen Spielern wird Fünf in eine Reihe allerdings auch außerhalb Japans häufig mit den Eröffnungsregeln von Renju gespielt.
Ähnlich Go gibt es auch in Gomoku mit dem Gomocup eine seit dem Jahr 2000 jährlich stattfindende Weltmeisterschaft, bei der die beste Künstliche Intelligenz gekürt wird.
Es gibt zudem öffentliche Turniere wie z. B. bei der Czech Open.

## Gomoku im Film
- Omok Girl ist ein südkoreanischer Film aus dem Jahr 2018.[3] In diesem will die frühere Go-Spielerin Lee Ba-dook einen nationalen Gomoku-Wettbewerb gewinnen, um mit dem Preisgeld Schulden zu bezahlen.

## Spielvarianten
- Renju hat eine spezielle Art der Spieleröffnung und verbietet dem beginnenden Spieler einige gewinnbringende Formen.
- Beim Gobang können zwei Steine in einer Reihe durch Einklemmen geschlagen werden. Diese Version von Gobang wird in den USA und Deutschland unter dem Namen Pente verkauft.
- Ninuki Renju vereinigt Regeln von Renju und Gobang.
- Man kann Fünf in eine Reihe auch auf einem Sechseckgitter spielen.
- Tic-Tac-Toe und Vier gewinnt sind vereinfachte Varianten von Fünf in eine Reihe.
- Bei Connect6 müssen sechs Steine in einer ununterbrochenen Reihe angeordnet werden. Jeder Spieler setzt zwei Steine pro Zug.
- Das Spiel Yinsh vom Gipf-Projekt baut auf den Regeln von Fünf in eine Reihe auf.
- Pentago ist eine moderne Variante von Fünf in eine Reihe, bei der das Spielbrett in vier drehbare Bereiche unterteilt ist.
- Seit Anfang des 21. Jahrhunderts wurden einige weitere abstrakte Strategiespiele erfunden, bei denen mehrere Steine in einer Reihe angeordnet werden müssen. Unter anderem Yavalath. Die für diese Spiele nötigen Strategien und Taktiken unterscheiden sich jedoch häufig stark von denen bei Fünf in eine Reihe.